# 359e division d'infanterie
La  359e division d'infanterie (en allemand : 359. Infanterie-Division ou 359. ID) est une des divisions d'infanterie de l'armée allemande (Wehrmacht) durant la Seconde Guerre mondiale.

## Historique
La 359e division d'infanterie est formée le 11 novembre 1943 sur le Truppenübungsplatz (terrain de manœuvre) de Radom à partir de personnel de la 293. Infanterie-Division en tant qu'élément de la 21. Welle (21e vague de mobilisation).
Après sa formation, en mars 1944, elle est transférée sur le Front de l'Est.
La division est détruite en avril 1945.

## Organisation

### Commandants
| Date                             | Grade           | Commandant |
| -------------------------------- | --------------- | ---------- |
| 20 novembre 1943 - 25 avril 1945 | Generalleutnant | Karl Arndt |

## Théâtres d'opérations
- Pologne : Novembre 1943 - Mars 1944
- Front de l'Est secteur Sud : Mars 1944 - Décembre 1944
- Pologne et Tchécoslovaquie : Décembre 1944 - Avril 1945

## Ordre de bataille
- Grenadier-Regiment 947
- Grenadier-Regiment 948
- Grenadier-Regiment 949
- Divisions-Füsilier-Bataillon 359
- Artillerie-Regiment 359
  - I. Abteilung
  - II. Abteilung
  - III. Abteilung
  - IV. Abteilung
- Pionier-Bataillon 359
- Feldersatz-Bataillon 359
- Panzerjäger-Abteilung 359
- Divisions-Nachrichten-Abteilung 359
- Divisions-Nachschubführer 359